# The State of New York vs. Derek Murphy
Albums de Sadat X
Wild Cowboys
(1996) Experience & Education
(2005)
Singles
1. Ka-ching
Sortie : 2000

The State of New York vs. Derek Murphy est un EP de Sadat X, sorti le 19 septembre 2000.

## Liste des titres
| No | Titre                                                                     | Durée |
| -- | ------------------------------------------------------------------------- | ----- |
| 1. | X-Man (featuring Diamond – Produit par Diamond)                           | 3:07  |
| 2. | Low Maintenance, High Wear (Produit par Dart La)                          | 3:30  |
| 3. | Ka-Ching (featuring Hy Tymes – Produit par Minnesota)                     | 4:31  |
| 4. | Cock It Back (Produit par A Kid Called Roots)                             | 3:56  |
| 5. | If... (It Ain't About Paper) (featuring Hy Tymes – Produit par Minnesota) | 4:20  |
| 6. | You Can't Deny (Produit par Diamond)                                      | 3:23  |